# テレビ朝日番組一覧
テレビ朝日番組一覧（テレビあさひばんぐみいちらん）は、現在テレビ朝日で放送している、もしくは、これまでに前身の日本教育テレビ（NET）→旧:全国朝日放送（呼称:テレビ朝日・ANB）→現:テレビ朝日（EX）で放送されたテレビ番組の一覧。
旧NET時代の番組中、腸捻転時代にネットしていた毎日放送 (MBS、現：TBS 系列)の番組も含まれている。
放送している（またはしていた）番組中、一部BS朝日、CS放送のテレ朝チャンネル、スカイAで放送している番組もある。
放送時間はJST。

## 報道・情報系番組
テレビ朝日は各局中最も報道番組に力を入れており、1日の編成でも1/4を報道・情報系で占める程である。『ANNニュース』は朝日新聞がバックアップしており、朝日新聞の編集委員・論説委員がニュース番組に出演していることがある。ニュース・報道番組は報道局が制作。
一部の番組はBS朝日、CS放送のテレ朝チャンネル2でも放送されている。

### ニュース
- ANNニュース

#### 朝のニュース
終了した番組
- ANNニュースセブン
- ANNニュースフレッシュ

#### お昼のニュース
- 大下容子ワイド!スクランブル・第1部

終了した番組
- ANNニュースライナー
- ニュースやきたてマドレーヌ
- ザ・ニュースキャスター
- ニュースプロフィール
- お昼のN天ワイド
- 首都圏ライナー
- 報道多チャンネル

#### 夕方のニュース
- スーパーJチャンネル（月 - 木 16:48 - 19:00、金 16:48 - 18:50、土・日 17:30 - 18:00） 平日版は静岡朝日テレビ、朝日放送テレビ、広島ホームテレビ、九州朝日放送の4局は第2部のANN枠（17:50 - 18:15）のみネット。第1部の17:33 - 17:50はローカル編成に差し替えて放送する局もある。第2部の18:15 - 18:45は基本的にテレビ朝日のみの放送（年末年始等は臨時ネットする局もある）。土曜版はテレビ朝日を除く各局が、日曜版はテレビ朝日の他、北海道テレビ、新潟テレビ21、静岡朝日テレビ、北陸朝日放送、瀬戸内海放送を除く各局が各々番組終盤のローカル枠の途中である17:55をもって終了とする（ただし、17:55 - 18:00はローカル天気予報を放送する局もある。）。

終了した番組
- ANNニュースレーダー
- ニュースシャトル
- ANNニュース&スポーツ (1980年代)
- 600ステーション
  - 530ステーション
- ステーションEYE
- ANN首都圏ニュース（関東ローカル）
- 6時のサテライト（関東ローカル）
- ニュースイブニング朝日（関東ローカル）
- 首都圏レーダー（関東ローカル）
- 報道ステーション SUNDAY

#### 夜のニュース
- 報道ステーション（月 - 金 21:54 - 23:10）
- サタデーステーション（土 20:54 - 21:54）
- 有働Times（日 20:56 - 22:15）

終了した番組
- ANNニュースファイナル
- ニュースステーション
- ナイトライン
- ニュースフロンティア→フロンティア
- サタデージャングル・サンデージャングル→ジャングル
- ポータル ANNニュース&スポーツ
- ANN NEWS&SPORTS
- サンデーステーション

NET時代
- NETニュース
- 朝日フラッシュニュース
- 朝日新聞テレビ夕刊
- ANN夜のワイドニュース

#### 特別番組
- ANN報道特別番組（重大事件及び事故、自然災害〈台風や地震など〉発生時に編成）
- 選挙ステーション（衆議院総選挙・参議院通常選挙投票日の夜に放送）

終了した番組
- 全国おもしろニュースグランプリ（毎年12月31日）

#### CNN関連 (全て終了)
- CNNデイブレイク
- おはよう!CNN
- CNNヘッドライン
- CNNデイウォッチ
- CNNモーニング ENGLISH SHOWER
- ウィークエンドライブ 週刊地球TV

#### 子供向け
- こども世界ニュース
- KID'S NEWS（北陸朝日放送制作）

### 情報番組
- グッド!モーニング（月 - 金 4:55 - 8:00、土 6:00 - 8:00、日 5:50 - 8:30。日は朝日放送テレビ・メ〜テレとの共同制作。平日5:50 - 6:00は『ANNニュース』をフロート番組として内包） 北海道テレビ・メ〜テレ・九州朝日放送は5:25 - 6:00のみネット。朝日放送テレビは実質的に『ANNニュース』のみのネット[注 2]。かつてはその他の地域では『ANNニュース』開始の5:50飛び乗り放送（番組表上では『ANNニュース』を単独番組として情報番組を6:00開始扱い）が多かったが、現在は広島ホームテレビを除く地域が5:25飛び乗り、広島ホームテレビのみ5:50飛び乗り放送に変更となっている。
- 羽鳥慎一モーニングショー（月 - 金 8:00 - 9:55）（テレビ朝日系フルネット局の置局がない県では、福井放送[注 3] を通じて放送されている）
- 大下容子ワイド!スクランブル（月 - 金 10:25 - 13:00） 11:45 - 12:00は『ANNニュース』をフロート番組として内包。一部地域では『ANNニュース』を単独番組扱いで放送。
- 池上彰のニュースそうだったのか!!（土 20:00 - 20:54）- コンテンツ編成局第2制作部制作
  - そうだったのか!池上彰の学べるニュース→そうだったのか!学べるニュース※HD
- ビートたけしのTVタックル（日 12:00 - 12:55） - コンテンツ編成局第1制作部制作
- 朝まで生テレビ!（毎月最終金曜日の翌日未明・早朝）

#### 終了した情報番組
- みどりの窓口
- 城島茂の週末ナビ ココイコ!
- 学べる!!ニュースショー!
- 新時代の中小企業
- 明日の経営戦略
- おはようテレビ朝日
- やじうま新聞
  - 朝いち!!やじうま※HD
  - やじうまワイド
  - 新やじうまワイド
  - やじうま6
  - やじうまプラス
  - やじうまサタデー
  - やじうまテレビ!
- 朝からJOきげん
- 地球まるごとTV
- 早起き一番!天気&NEWS
- 早起き!チェック
- ラジ朝@モーニング
  - N天トップ!
- おはようTODAY
- さわやかトゥデイ
- 気分はシャッフル
- 日曜夕刊!こちらデスク
- アフタヌーンショー
  - 新・アフタヌーンショー
- なうNOWスタジオ
- 布施明のグッDAY
- お昼のマイテレビ
- ホットライン110番
- 森田健作の熱血テレビ
  - 女38歳気になるテレビ
- 人間探検!もっと知りたい!!
- キンキンのとことん好奇心
- 出没!!おもしろMAP
- TVダイジェスト
- 奇跡の扉 TVのチカラ※HD
- こんにちは2時
- パワーワイド
- 発汗!シェイプUP
- チェック・ザ・ステーション
- 週刊ワイドコロシアム
- DO YOU さんでー※HD（BSアナログハイビジョン実用化試験放送として）
- サンデープロジェクト（朝日放送テレビとの共同制作）※HD
- スーパーモーニング
- もらえるテレビ!
- サンデー・フロントライン
- びっくりUSA
- 鉄矢のびっくり外報部
- テレビBE組
- 世界どっきりウォッチ
- いいな世界WA!
- 遊行見聞録
- 追跡!金運王国
- せきらら白書
- 真相究明!噂のファイル
- あさナビ
- BIG NEWS SHOW いま世界は
- みんなの疑問 ニュースなぜ太郎
- 週刊ニュースリーダー
- 中居正広の土曜日な会（コンテンツ編成局第2制作部制作）
- サンデーLIVE!!（朝日放送テレビ・メ〜テレとの共同制作）
- モーニングバード
- SmaSTATION!!
- OH!エルくらぶ
  - Kis-My-Ft2 presents オフィスラーニングバラエティ OLくらぶ
- ラ・ラ☆Kiss
- 女神のちからこぶ
- 恋するアミパラ
- ファクトリサーチTV
- 三宅裕司のおめざめマンボ（1987年 - 1988年）[1]

朝日放送テレビ制作
- おはようワイド・土曜の朝に
- 土曜だエブリバディ!
- 桂三枝のにゅーすコロンブス
- 海江田万里のパワフルサタデー
- ヒットの泉〜ニッポンの夢ヂカラ!〜

NET時代
- ウィークエンドショー
- 土曜ショー
- 土曜ゴールデンプレゼント
- 土曜奥様ショー
- TOKYO午後3時（関東ローカル。渋谷パルコスタジオから生放送していた）

毎日放送制作
- ウィークエンドショー
- ウィークエンドモーニングショー
- 八木治郎ショー（1975年4月以降はTBS [注 1] 系列で放送）

#### ワイドショー関連項目
過去の放送枠
- テレビ朝日系列平日昼前の情報番組枠
- テレビ朝日系列平日午後のワイドショー枠
- テレビ朝日系列土曜昼前の情報番組枠
- テレビ朝日系列土曜昼の情報番組枠
- テレビ朝日系列日曜昼前の情報番組枠

### ドキュメンタリー・教養
- BeauTV〜VoCE（土 1:50 - 2:20）
- テレメンタリー○（日 4:30 - 5:00 ANN系列各局で制作、○は西暦が入る）
- スクープスペシャル（単発特別番組）
  - 鳥越・畑ザ・スクープ→スクープ21→ザ・スクープ

過去
- 日本史の舞台
- 特捜!
- 100人の20世紀
- グレートマザー物語
- 風が見た風景※HD（かつてはハイビジョン実用化試験放送で放送されていたが現在はBS朝日向けに不定期で放送されている）
- ネイチァリングスペシャル（1985年 - 2003年の18年間続いた地球環境保全をテーマにしたドキュメンタリー特番）
- 人間ビジョンスペシャル（北海道テレビ制作）
- 大正製薬Human Scienceスペシャル
- '78怪奇と驚異大特集
- 人間!ホットアイ
- 謎ジパング あなたの知らない日本
- ジャングルブック
- おかえり!
- 潜入!24時間
- OH!ワンダーランド
- みのもんたの見たい知りたい
- 大人のソナタ
- 素敵な宇宙船地球号※HD
  - 地球号食堂〜エコめし宣言
- 報道発 ドキュメンタリ宣言
- 濃厚凝縮ドキュメント 五分館
- ファクトリサーチTV
- ともに生きる世界
- キヤノンスペシャル（2006年に制作局をTBS[注 1]へ移行）
- 奇跡の地球物語〜近未来創造サイエンス（キヤノン提供）
- アニマルエレジー

NET時代
- 日本発見
- 秘境に挑む
- 生きている大自然
- どうぶつ天国

毎日放送制作 (何れも1975年4月以降はTBS系列で放送)
- 野生の王国
- 皇室アルバム

#### 民教協制作番組
ANN系列の民教協（民間放送教育協会）参加局は、テレビ朝日の他、朝日放送テレビ 、メ〜テレとクロスネット局の福井放送のみ。他系列では、日本テレビ系列の青森放送・秋田放送・山形放送・北日本放送・山梨放送・日本海テレビ・西日本放送・山口放送・四国放送・高知放送・南海放送、TBS系列の北海道放送・IBC岩手放送・東北放送・新潟放送・信越放送・北陸放送・静岡放送・山陰放送・中国放送・RKB毎日放送・長崎放送・熊本放送・大分放送・宮崎放送・南日本放送・琉球放送、フジテレビ系列の福島テレビ・沖縄テレビで放送。
- 日本のチカラ（土5:20 - 5:50）

他、年数回ペースで民教協特番を放送。
過去の民教協制作番組
- 親の目子の目
- ズームUP
- いきいき!夢キラリ
- 生きる×2
- 発見!人間力
- 学びEye!
- 日本!食紀行

### トーク
- 徹子の部屋（月 - 金 13:00 - 13:30） - テレ朝チャンネルでも放送。
- ハマスカ放送部（スーパーバラバラ大作戦、火0:15 - 0:45）

過去のトーク番組
- あまから問答
- タレント子育て論
- さて今週は…
- ゆかいな親子
- レッツ!VOICE
- 鉄矢のにっぽん人国記
- 新伍と乙女の今夜もキュン!!
- 山瀬まみ・藤田朋子のおませなふたり
- 21世紀の主役
- 早坂茂三の渡る世間の裏話表話
- 素顔がいいね
- ついておいでよ男たち
- アッコの泣かしたろか!?
- 国分太一・美輪明宏・江原啓之のオーラの泉
- 美女たちの日曜日
- 弁護士といっしょです
- ピンポイント業界史
- chouchou
- 川柳居酒屋なつみ

NET時代
- ふたりで話そう 幹事長・書記長
- 13時ショー（『徹子の部屋』の基となった番組）
- 宮田輝の日本縦断 ふるさと

### 料理
- DAIGOも台所〜きょうの献立何にする?〜（朝日放送テレビ制作、月 - 金13:30 - 13:45）
- 食彩の王国（土9:30 - 9:55） - 一部系列局などにもネット。
- 朝メシまで。（水19:00 - 20:00）
- キッチンカー大作戦!（土0:15 - 0:45）
- おべんとレター。（日16:25 - 16:30）
- 食ノ音色（日19:54 - 19:58）

終了した料理番組
- 川崎敬三の料理ジョッキー
- 料理バンザイ!（雪印乳業提供）
- 隠れ家ごはん!〜メニューのない料理店〜（食糧庁提供）
- いまどき!ごはん
- 笑顔がごちそう ウチゴハン（味の素提供）
- ごはんジャパン
- 愛川欽也の探検レストラン
- Eat9
- 特選!美味しいTV
- グルメな冒険 お願い!リストランテ
- PAKU2グルメんぼ
- 愛のエプロン
- 〜世界にひとつ〜ミラクルレシピ!
- ロクメシ
- フィンク 深夜めしジャッジ
- オスカルイーツ Oscar Eats
  - GO!オスカル!X21
  - オスカル!はなきんリサーチ
- そんな食べ方あったのか!
- レッツ・クッキングリッシュ （東京ガス提供）
- 二人の食卓 〜ありがとうのレシピ〜（パナソニック提供）
- 金子信雄の楽しい夕食（朝日放送テレビ制作）
- 上沼恵美子のおしゃべりクッキング（朝日放送テレビ制作）
- ぼる塾のいいじゃないキッチン
  - ぼる塾の煩悩ごはん
- おかずのクッキング
  - 土井勝→土井善晴のおかずのクッキング

NET時代
- ホーム・クッキング

### 旅・紀行番組
帯番組
- じゅん散歩（月 - 金 9:55 - 10:25） 帯枠は岩手朝日テレビも同時放送 (金曜除く) そのほか、テレ朝チャンネルでも週3回放送。また、一部系列局などにもネット。
- 世界の車窓から（月・火 23:10 - 23:15、富士通提供）

土曜日
- 秘湯ロマン（隔週3:00 - 3:30）
- 朝だ!生です旅サラダ（8:00 - 9:30 朝日放送テレビ制作）FBC[注 3]・YBS・RKC（いずれも日本テレビ系列）にも同時ネット。
- 人生の楽園（18:00 - 18:30）

日曜日
- 路線バスで寄り道の旅（15:20 - 16:25）

過去の旅・紀行番組
- 世界あの店この店（スポニチテレビニュース社制作協力、丸井提供）ABAは1990年代（開局後）に放送されていた（スポンサー表示はなし）。
- ザ・日本百景
- がまかつ 日本列島釣りある記
- 旅ここが知りたい!
- いつか行く旅
- 美女紀行!E湯!E味
- 誘われて二人旅
- 終着駅ロマン紀行
- ドキドキ世界大冒険
- ポカポカ地球家族 ※HD
- 旅の香り ※HD
- 五木寛之の百寺巡礼 ※HD（BS朝日でも放送）
- ちい散歩
- 大人の山歩き-自分に出会える百名山-
- 若大将のゆうゆう散歩
- さんぽサンデー
- 極上!旅のススメ
- 地球キャッチミー（朝日放送テレビ制作）
- ロボット旅日本一周〜タカラモノクダサイ〜
- 旅サンデー
  - なかなか行けないニッポンの秘境!スター野宿旅!!
  - 183村秘境旅〜こんな田舎がアルか否か!?〜
  - 1駅だけ!道草さんぽ
  - 千鳥の路地裏探訪
- 陸海空 こんなところでヤバいバル
  - 陸海空 地球征服するなんて
- 世界の街道をゆく（キヤノン提供）

NET時代
- 東京の空の下（関東ローカル、現在テレ朝チャンネルで再放送中）
- 真珠の小箱 (毎日放送、1975年4月以降はTBS系列で放送)

### 情報その他
- 渡辺篤史の建もの探訪（土4:25 - 4:50）
- はい!テレビ朝日です（過去1回だけBS朝日でも放送）（日5:00 - 5:20）
- オトナゴコロ
- ワイン直行便
- 新生活提案セレクションF

以下、終了した番組
- 紺野美沙子の科学館
- みどり四季通信
- ふるさと宅配便
- みんなの釣り天国（千葉テレビでも再放送されていた）
- TVいま時あの時
- 邦子がタッチ
- 陽気にカプチーノ
- ねっとパラダイス
- サタデー総合研究所（関東ローカル）
- ダ・ヴィンチの遺言
- うるおい宣言!→気になる!→快適!ズバリ→いま得!※HD（いずれも現在のじゅん散歩の枠で放送されていた、事業局制作、関東ローカル）
- 気分はOn→金曜日のバラ（広報局制作、関東ローカル）
- TVぶらんち→峰竜太の元気一番!→峰竜太の金曜まがじん5時ら（広報局制作、関東ローカル）
- MITSUBISHI Hot Information Press-H・I・P（関東ローカル、深夜、1993 - 1995）
- MITSUBISHI Weekend H・I・P-AXEL（深夜枠）
- あしたまにあーな（深夜枠）
- 春菜ザキさんのタダの通販じゃねーよ!
  - 通販だけ生活(前身)
- 東京トキメキ百貨店

## スポーツ番組
テレビ朝日のスポーツ番組の総称は「tv asahi sports」。スポーツ局が制作。中継番組などの一部はBS朝日でも放送されている。また、CS放送のテレ朝チャンネル2でも一部番組を放送、朝日放送テレビ制作のものはスカイ・A sports+でも放送する。
なお、スポーツ中継番組で使用されるテーマ曲は2005年より長らくSMAPの曲を使用していた。

### スポーツ一般
- GET SPORTS（月 1:25 - 2:55）
- バスケ☆FIVE〜日本バスケ応援宣言〜 （土 11:00 - 11:15）
- ラブ!!Jリーグ （土 11:15 - 11:30）
- 速報!甲子園への道（朝日放送テレビ制作分の後半を関東地方向けの内容に差し替え）
- 熱闘甲子園（朝日放送テレビと共同制作、毎年8月）

終了した番組
- ANNスポーツニュース
- スポーツレーダー
- 速報!TVスタジアム
- ビッグスポーツ
- ジャンボ尾崎のチャレンジゴルフ
- おはよう!ゲートボール
- スポーツ宝島
- スポーツNOWスペシャル
- スポーツキャスト
- スポーツフロンティア
- Jリーグ A GOGO!!
- 長島三奈の熱闘!スポーツM18
- スポコン!
- 大相撲ダイジェスト
- OH!相撲
- ベストポジションSPORTS
- リングの魂
- ナンだ!?
- 速報!スポーツLIVE[2]
- S THE STORIES※HD
- JAPAN PRIDE -2010FIFAワールドカップへ-
- 朝いち!ゴルフ
- 木梨憲武のサッカーだ!
- スポーツサンデー
- 世界ラリー応援宣言2019
- TOKYO応援宣言（2017年10月より『サンデーLIVE!!・第2部』内の1コーナーに移行）
- やべっちFC〜日本サッカー応援宣言〜
- HIGH☆FIVE 日本バスケ応援宣言（→バスケ☆FIVE〜日本バスケ応援宣言〜）
- チャント!!Jリーグ（→ラブ!!Jリーグ）
- ReAL eSports News
- FIFAワールドカップ64
- WBCバイブル〜世界の野球を楽しむ方程式〜
- ラリージャパン応援宣言

### スポーツ中継
- スーパーベースボール（プロ野球中継、シーズン中のみ） 
  - 『プロ野球完全中継 出しきれ!ライオンズ』（朝日ニュースター　2012年より2015年まで。それまでは本社、または関連会社・テレテック制作でJ SPORTS[注 4] で放送された。なお、朝日ニュースターが「衛星チャンネル」と名乗っていた開局したごく初期のころにも同チャンネルで西武、ヤクルト、日本ハムの主催試合をテレビ朝日制作で一部放送したことがあった）
  - ゴールデンナイター
  - パワーアップナイター
  - プロ野球中継→プロ野球超人バトル（デーゲーム）
- ワールドプロレスリング（日 1:00 - 1:30）
- ゴルフ中継
  - Tポイント×ENEOSゴルフトーナメント
  - 資生堂 レディスオープン
  - 日本女子プロゴルフ選手権大会（朝日放送テレビ制作。1975年以降。1974年はTBS系列で放送）
  - リゾートトラストレディス（SATV制作）
  - 富士通レディース
  - ZOZO CHAMPIONSHIP
  - 伊藤園レディスゴルフトーナメント
  - KBCオーガスタゴルフトーナメント（九州朝日放送制作）
  - 樋口久子 レディスゴルフトーナメント（1983年 - 1993年、2011年以降）
  - 日立3ツアーズ選手権
- サッカー中継FIFAワールドカップ（AFC主催試合 (アジア予選全試合)）を独占中継
- 全日本大学駅伝対校選手権大会（1982年の第13回大会から1988年の第19回大会までは名古屋テレビ単独の制作著作〈テレビ朝日は制作協力扱い〉。1988年の第20回大会からはテレビ朝日が主導の名古屋テレビとの共同による制作著作）
- 福岡国際マラソン（NHK福岡放送局より移行。1992年の第46回大会から2021年の第75回大会まではテレビ朝日が主導の九州朝日放送との共同による制作著作。運営体制を一新した2022年大会からは九州朝日放送単独の制作著作〈テレビ朝日は系列協力扱い〉）
- 世界水泳選手権（隔年）
- ISUグランプリシリーズ（フィギュアスケート。2006 - 2007年シーズンよりNHKから独占放送権が移行したが、日本大会は大会自体にNHKが関与しているため、特例として引き続き同局で放送）
- UEFA欧州選手権
- 世界体操競技選手権
- 世界バドミントン選手権大会
- 全国高等学校バスケットボール選手権大会
  - 全国高等学校バスケットボール選抜優勝大会(前身大会)
- FIBAバスケットボール・ワールドカップ
- ATPカップ

過去の中継番組
- Jリーグ中継
- 1980年モスクワオリンピックを日本独占中継
- AFCチャンピオンズリーグでの日本勢の試合（決勝戦など注目の試合）
- Jリーグオールスターサッカー→JOMO CUP（日・韓オールスター）
- ル・マン24時間レース(1987年から2003年まで)
- インディ500(1997年から1999年まで)
- 競馬中継（東京競馬場開催時と大井競馬場開催時に中継）
- レディズ・チャレンジボウル
- TOTOジャパンクラシック（毎日放送制作・腸捻転解消に伴いTBS[注 1] 系列へ移行）
- ダンロップフェニックストーナメント（毎日放送・宮崎放送との共同制作、腸捻転解消に伴いTBS系列へ移行）
- グンゼワールドテニス（毎日放送制作・腸捻転解消に伴いTBS系列へ移行）
- ワールドトップ4バレー
- ゴールデンボクシング→エキサイトボクシング
- 全国高校野球選手権大会中継（朝日放送テレビ制作。決勝戦など注目の試合。1975年 - 2014年。1959年 - 1974年はKRT=TBS系列で放送） ※HD
- 国際サイクルロードレース→ツアー・オブ・ジャパン（2007年を最後にTOKYO MXへ移行）
- マンシングウェアオープン KSBカップ（KSB制作）
- ヤマハレディースオープン葛城（2013年大会からはBS朝日へ移行）
- アース・モンダミンカップ
- CATレディースゴルフトーナメント（2022年大会からはBSフジへ移行）
- ABCチャンピオンシップゴルフトーナメント（朝日放送テレビ制作。1975年 - 2019年、2021年 - 2023年。1971年 - 1974年はTBS系列で放送）
- 2007年ノルディックスキー世界選手権札幌大会
- ジャパンラグビートップリーグ
- 4大ロードレース（1998年 - 2001年）→駅伝・マラソン4大頂上決戦（2002年 - 2004年）→駅伝・マラソン3大決戦（2005年 - 2009年）
- 全日本大学女子駅伝対校選手権大会（朝日放送テレビ制作。1983年 - 2004年の大阪大会） ※HD
- 東京国際女子マラソン ※HD
- 横浜国際女子マラソン（2009年、2011年(第3回大会) - 2014年） ※HD
- 全米オープン
- 全米女子オープン（2017年の第72回大会まで。2018年の第73回大会からはテレビ東京へ移行）
- 全英オープン
- 全英女子オープン

### スポーツその他
年1回特番
- 夢対決!とんねるずのスポーツ王は俺だ!スペシャル（2000年より毎年1月に放送）
- イチ流（毎年1月。イチローの素顔に迫るドキュメント。インタビュアーは義田貴士）

終了した番組
- オリンパソン'80
- 小学生クラス対抗30人31脚
- easy sports
- フルタの方程式
- ビートたけしのスポーツ大将

## 娯楽系番組
一部の番組はBS朝日、テレ朝チャンネル1などでも放送している。2020年7月の組織変更でビジネスソリューション本部コンテンツ編成局となった。

### バラエティ
帯番組
- 全力坂（火 - 金 1:20 - 1:26）
- バラバラマンスリー（火 - 金 2:55 - 3:05）

日曜日
- 夜明け前バラエティ トワライト（3:00 - 3:20）
- ももクロちゃんと!（3:20 - 3:40）
  - ももクロChan〜Momoiro Clover Z Channel〜（前身）
- アイ＝ラブ!げーみんぐ 〜○○さんがオンラインになりました〜（3:40 - 4:00）
- 新婚さんいらっしゃい!（朝日放送テレビ制作 12:55 - 13:25、1975年3月まではTBS[注 1]系列で放送）
- 華丸丼と大吉麺（朝日放送テレビ制作、13:25 - 13:55）
- 相葉マナブ（18:00 - 19:00）
- ナニコレ珍百景（19:00 - 19:54）
- ポツンと一軒家（朝日放送テレビ制作 19:58 - 20:56）

月曜日
- 見取り図じゃん（0:10 - 0:40）
- 有吉クイズ（0:40 - 1:10）
- 熱闘!Mリーグ（1:10 - 1:40） - AbemaNewsとの共同制作。
- 帰れマンデー見っけ隊!!（19:00 - 20:00）
- 10万円でできるかな（20:00 - 21:00）
- 激レアさんを連れてきた。（スーパーバラバラ大作戦、23:15 - 23:45）
  - アップデート大学（前身）
- くりぃむナンタラ（スーパーバラバラ大作戦、23:45 - 翌0:15）

火曜日
- ハマスカ放送部（0:15 - 0:45）
- あのちゃんねる（0:45 - 1:20）
- 耳の穴かっぽじって聞け!（バラバラ大作戦、1:58 - 2:17）
- MEGUMIママのいるBar（バラバラ大作戦、2:17 - 2:36）
- 伊沢みなみかわのクイズに出ない世界（バラバラ大作戦、2:36 - 2:55）
- プラチナファミリー（19:00 - 20:00）
- 家事ヤロウ!!!（20:00 - 20:54）
- ロンドンハーツ（スーパーバラバラ大作戦、23:15 - 23:45）
- キョコロヒー（スーパーバラバラ大作戦、23:45 - 翌0:15）

水曜日
- 夫が寝たあとに（0:15 - 1:15）
- クロナダル（バラバラ大作戦、1:58 - 2:17）
- ジャイキリダイアン（バラバラ大作戦、2:17 - 2:36）
- 声優談子（バラバラ大作戦、2:36 - 2:55）
- かまいガチ（スーパーバラバラ大作戦、23:15 - 23:45）

木曜日
- ガリベンチャーV（0:15 - 1:20）
  - 謎解き戦士!ガリベンガーV(前身)
  - 超人女子戦士 ガリベンガーV(前々身)
  - 超人女子(前々々身)
- 永野&くるまのひっかかりニーチェ（バラバラ大作戦、1:58 - 2:17）
- 森香澄の全部嘘テレビ（バラバラ大作戦、2:17 - 2:36）
- ゴールデンドリーム（バラバラ大作戦、2:36 - 2:55）
- 楽しく学ぶ!世界動画ニュース（19:00 - 20:00）
  - 電脳ワールドワイ動ショー（前身）
- 林修の今、知りたいでしょ!（20:00 - 20:54）
  - 林修のレッスン!今でしょ（前身）
  - 林修の今でしょ!講座（前々身）
- アメトーーク!（ネオバラエティ、23:15 - 翌0:15）

金曜日
- テレビ千鳥（0:15 - 0:45）
- あざとくて何が悪いの?（0:45 - 1:20）
- 上田ちゃんネル（1:26 - 1:56）
- サクラミーツ（バラバラ大作戦、1:58 - 2:17）
- FRUITS ZIPPERのNEW KAWAIIってしてよ?（バラバラ大作戦、2:17 - 2:36）
- 私が愛した地獄（バラバラ大作戦、2:36 - 2:55）
- ザワつく!金曜日（18:50 - 20:00）
- マツコ&有吉 かりそめ天国（20:00 - 20:54）

土曜日
- バズマンTV（0:45 - 1:15）
- 新日ちゃんぴおん!（バラバラ大作戦、2:26 - 2:43）
- わたし界隈 オーダーメイド・ドキュメント（バラバラ大作戦、2:43 - 3:00）
- なにわ男子の逆転男子（15:30 - 16:00）
- カクエキ!（16:00 - 16:30）
  - 裸の少年（前身）
- 1泊家族（18:30 - 18:56）
  - 隣のブラボー様（前身）
  - ノブナカなんなん?（前々身）
- サンドウィッチマン&芦田愛菜の博士ちゃん（18:56 - 20:00）
- THE 世代感（22:00 - 22:30）
  - ザ・ニンチドショー（前身）
  - ニンチド調査ショー（前々身）
- 出川一茂ホラン☆フシギの会（22:30 - 22:54）

その他
- カーグラフィックTV（ANN系列局などで放送）
  - ザ・スーパーカー（前身）
- M-1グランプリ（年1回・12月第3日曜、朝日放送テレビ制作）

### 終了した番組

#### バラエティ一般
- いたずらカメラだ!大成功
- みごろ!たべごろ!笑いごろ!
- 欽ちゃんのどこまでやるの!? - CSで再放送されていた。
- 笑え!ガンガン
- 走れ! ピンク・レディー
- 爆笑!!ドットスタジオ
- 象印ライバル対抗大合戦!
- ドリフと女優の爆笑劇場
- 鉄矢のとんからりん
- たみちゃん
- さんまのゴメンねわがままで
- 純ちゃん郁恵の自慢じゃないけど
- 痛快!いたずらジャジャンボ
- 和田アキ子アワー
- 目撃!ドキュン
- アッコ・純次の平成TV事典 三匹の子ブタ
- 無敵なカップル
- ワリと普通の家族
- カッ飛び!花マル塾
- TVタイムマシン
- あなたのフツーは大丈夫!?激突ハッピーチェック
- 年中夢中!コンビニ宴ス
- 不思議どっとテレビ。これマジ!?
- ビデオあなたが主役→邦子と徹のあんたが主役
- さんまのナンでもダービー
- ウッチャンナンチャンの炎のチャレンジャーこれができたら100万円!!
  - 超豪華オールスター大集合!!番組対抗 炎の熱血バトル
- ほんパラ!関口堂書店→ほんパラ!痛快ゼミナール
- わらいのじかん→わらいのじかん2
- はなきんデータランド→はなきんデータH
- 完全特捜宣言!あなたに逢いたい!
- 禁断!ハダカの王様
- 鶴瓶・草彅の夢中宣言「がんばります。」
- 8時だJ→やったるJ
- 熱血!島田塾〜おれたちホンキ宣言〜→激マジ!!〜ティーンのホンネ〜
- そんなに私が悪いのか!?
- びっくりハンター〜運命の月曜日〜
- 月バラ!
- Matthew's BestHit TV+
- 頑張る人応援バラエティ 体育の時間
- 愛のエプロン
- 銭形金太郎
- 美味紳助
- 女神のアンテナ
- くりぃむナントカ
- 大胆MAP
- サタッぱち 古舘の日本上陸
  - サタッぱち 古舘の買物ブギ!!
- 松岡修造の情熱チャージ 熱血!ホンキ応援団
- 天才をつくる!ガリレオ脳研→ガリレオヒット脳研
- 雑学家族
- 日曜×芸人
- シルシルミシルさんデー
- アレはスゴイはず!?
  - アレはスゴかった!!
- オドロキ見たいテレビ びっくりぃむ
- フィロのス亭
- 関ジャニの仕分け∞
- 坂上忍の成長マン!!
- お坊さんバラエティ ぶっちゃけ寺
- 世界ルーツ探検隊
- こんなところにあるあるが。土曜・あるある晩餐会
  - あるある議事堂
- テンション上がる会?〜地球のことで熱くなれ!〜
- 俺の持論
- 絶対!カズレーザー
- 天才キッズ全員集合〜君ならデキる!!〜
  - なら≒デキ〜○○なら××デキるはず〜
- イチから住 〜前略、移住しました〜
- 中居正広の身になる図書館
- 世界が驚いたニッポン! スゴ〜イデスネ!!視察団
- 日本人の3割しか知らないこと くりぃむしちゅーのハナタカ!優越館
- 爆笑問題&霜降り明星のシンパイ賞!!
- ウラ撮れちゃいました
- 新世界 メタバースTV!! - 第1制作部とメタバース部共同制作
  - 金曜日のメタバース（前身）
  - 声優パーク建設計画 メタバース部（前々身）
  - 声優パーク建設計画VR部（前々々身）
- ナスD大冒険TV
- 細木数子の緊急大予言 (不定期)
- 小倉智昭の特命調査隊!国民は怒っているぞ!血税バラまき真相SP (不定期)
- 魔界潜入!怪奇心霊（秘）ファイル (不定期)
- ビートたけし出演
  - ビートたけしの!こんなはずでは!!
  - 神出鬼没!タケシムケン
  - たけしの万物創世紀→たけし・所のWA風がきた!→たけしの家庭の医学（朝日放送テレビ制作）
- 世界が驚いたニッポン! スゴ〜イデスネ!!視察団
- 朝日放送テレビ制作
  - プロポーズ大作戦
  - 人気者でいこう!
「格付けチェック」は、単発特別番組として年3回（元日・春・秋）[注 5] 放送。
  - 巨泉の使えない英語
  - 笑いの金メダル
  - Oh!どや顔サミット
  - これって私だけ?
  - 芸能界常識チェック!トリニクって何の肉!?
    - そんなコト考えた事なかったクイズ!トリニクって何の肉!?（前身）

- NET時代
  - 演芸スターショー
  - ピーコック・ショー
  - 宇宙大爆笑
  - 雲の上団五郎一座
  - 凸凹モンタージュ合戦
  - ウォー!コント55号
  - やっちゃおう!コント55号
  - スパルタ!55号
  - コント55号笑ってたまるか
  - 爆笑エレベーター
  - ハイやりました!
  - ファミリー寄席
  - 土居まさるのやあ!やあ!やあ!
  - お笑い他流試合
  - ドカドカ大爆笑
  - 木曜スター対抗戦
  - びっくり大ショック
  - ワン・ツー・チータ!
  - やっちゃおう!チータ
  - ビッグスペシャル
  - ビッグワイド60分
  - Oh!カップルスター
  - '75びっくり人間登場
  - ドカンと一発60分!
  - センリばあさんのクレイジー大変記

#### デイタイム
- 末廣演芸会
  - 日曜演芸会(前身)
- 大正テレビ寄席
- 前武のヤングアップ
- まっ昼間!笑っちゃおう
- 大正週間漫画 ゲラゲラ45
- やすきよ笑って日曜日
- ザ・テレビ演芸
- みんな気まぐれ日曜日
- どーもデス!
- 笑いの王国
- GAHAHAキング 爆笑王決定戦
- AHERA
- アメジャリチハラ
- ゼウスの休日
- アイドル共和国
- 桜っ子クラブ
- ピカイチ
- 独占!女の60分
  - お昼の独占!女の60分[FBC]
- 欽ちゃんのどこまで笑うの!?
  - どこまで笑うの!?
  - 欽どこTV!!
- まっ昼ま王!!
- 特捜TV!ガブリンチョ
- てんこもり
- ぷれミーヤ!
- 使える!アイデアハウス
- GIRLS A GOGO!
- 美少女学園
- キラリ!美少女
- 天下の達人!4本勝負
- ぶったま!ピープー
- たけし軍団!ヒット&ビート
- モノ・好きっ!パラダイス

NET時代
- 笑って笑って大合戦
- デン助劇場

#### 子供向け番組
- 鶴太郎の大人によくないテレビ
  - 鶴ちゃんのおもいっきりポコポコ
- パオパオチャンネル
- パックンたまご
- えいごKIDS

NET時代
- ちびっこNo.1
- アッポしましまグー
- パンポロリンシリーズ
- ブンブンバンバン（名古屋テレビ制作）

#### 23時台
ネオバラエティ
以外
- ミッドナイトショー
- 23時ショー（第2期、1977年）
- トゥナイト→トゥナイト2
- BAN-BAN-BANG
- ま!いっか
- あ。た、り
- クニーズへようこそ
- セイシュンの食卓
- 初めて○○やってみた
- なにわ男子と一流姉さん
- ゆる系忍者隊 ニンスマン
- NEWニューヨーク
- 証言者バラエティ アンタウォッチマン!
  - お笑い二刀流 MUSASHI（前々身）
  - お笑い実力刃（前身）

NET時代
- 23時ショー（第1期）[注 7]
- スタジオ23
- プレイタイム23
- ザ・23

#### 0時以降の深夜番組
- 「熱帯夜アカデミー」で放送した番組については熱帯夜アカデミー#番組タイトルを参照。
- 「ネオネオバラエティ」で放送した番組についてはネオネオバラエティ#歴代の番組を参照。
- 「ネオバラエティ第3部」で放送した番組についてはネオバラエティ第3部#歴代の番組を参照。
- 「ネオバラエティ第4部」で放送した番組についてはネオバラエティ第4部#番組の移り変わりを参照。
- 「ネオバラ2」で放送した番組についてはメディアシティゾーン#番組の移り変わりを参照。
- 「ネオバラ3」で放送した番組についてはネオバラ3#番組の移り変わりを参照。
- 「ネオバズ」で放送した番組についてはネオバズ#過去の番組を参照。
- 「バラバラ大作戦」で放送した番組についてはバラバラ大作戦#番組の変遷を参照。

- タモリ倶楽部
- 若原瞳のラブリー10（+5）[注 8]
- こだわりTV PRE★STAGE
- M-10（マグニチュード・テン）
- 桃かん。
- 六本木天使
- かぼちゃ物語
- トライアングル・ブルー
- ハーフムーン
- パパパパパフィー
- あしたまにあーな
- ブンぶくちゃがま
- 姫TV
- ウソップランド
- おっとっとっと
- グッドモーニング
- オ・ト・ナにして。[注 9]
- カイカン雛スポ
- かざあなダウンタウン
- いわんやトミーズをや
- 三竹占い→三竹天狗
- DABO銀
- あなあきロンドンブーツ
- ぷらちなロンドンブーツ
- OUT OF ORDER
- 金髪先生
- 水曜どうでしょう（北海道テレビ）[注 10]
- 女優開発プロジェクト ××プロ
- DD-BOYS
- トリセツ
- ガチンコ視聴率バトル
- Hi Hi PUFFY部
- カチンコ!
- オモ☆さん ※HD
- 悲宝館　※HD
- 虎の門　※HD
- 週刊プレイガール ※HD
- ぷりてぃうーまん ※HD
- 笑う妖精
- 美少女ヌードル
- 業界トップニュース
- 落語者
- 激論!どっちマニア
  - あっちマニア
- だんくぼ
  - だんくぼ・彩
- KAKOKU
- 言いにくいことをハッキリ言うTV
- ゴーちゃん。GIRL'S TV
- キラ☆キラ Girly mama
- BF会議
- 333 トリオさん
- エンタメファクトリー
  - 見る人が見た!!
- ガムシャラ!
- ブラマヨとゆかいな仲間たち アツアツっ!
- まとめないで!!
- あなたは今幸せですか?
- やりすぎ!ピンポン代行社
- キタイチ
- はくがぁる
  - ナツメのオミミ
  - ナツメ・道楽
  - 夏目☆記念日
  - 夏目と右腕
  - ヤーヌス
- ただいま、ゲーム実況中!!
- チェンジ3
- 発注歓迎!リベンジャーズ
- バクモン学園
- 『ぷっ』すま
- イマドキ男子冒険バラエティ 真夜中のプリンス
- 爆問ファンド マネーの成功グラフ
- ぱりぴTV
- 俺の持論
- ゲンバの声がある
- オータケ・サンタマリアの100まで生きるつもりです
- サイキ道
- サン・ジェルマン伯爵は知っている
- 無料屋
- いいねの森
- 伯山カレンの反省だ!!
- シタランドTV
  - 探シタラTV
- 夜の巷を徘徊する
- スポテイナーJAPAN
- ビビらせ邸
- 会心の1ゲー
- もう中学生のおグッズ!
- 凪咲とザコシ
  - 〜凪咲と芸人〜マッチング（前身）
- 空気階段の空気観察
- 野田レーザーの逆算
- アルピーテイル
- 満パンスター2023
-さらば&三四郎が3月にライブすることだけ決まってる番組-
- ぺこぱポジティブNEWS
- 阿佐ヶ谷ワイド!!
- トゲトゲTV
  - トゲアリトゲナシトゲトゲ（前身）
- 爆問×伯山の刺さルール!
  - まさかのルールはなぜできた!? 作画プレゼン!刺さルール（前身）
- 一億総リミッター解除バラエティ 衝動に駆られてみる
- シソンヌ長谷川×○○のキマリ
- ミセススクールクエスト
- トンツカタン森本&フワちゃんの『Thursday Night Show』〜学ばない英語〜
- ソレいる?六本木会議 - 報道局制作
- スーパー山添大作戦
- 妄想ハナコ
  - 140×875（前身）
- ランジャタイのがんばれ地上波!
- ジェシカ美術部
- まんが未知
- 杉谷拳士が取材中 - スポーツ局制作
- 〜なぜここにいるの?〜ごみ物語
- イワクラせいや警備保障
- めざせ!切り出し職人
- 研修テレビ!!
- 霜降りバラエティX
- お願い!ランキング presentsそだてれび
  - パジャピコ
  - お願い!ランキング（前身）
- イワクラと吉住の番組
- チョコプランナー
- ダウ★ツーマン
  - 週刊ダウ通信（前身）
- A LABBO
- 新しい学校のリーダーズの課外授業
- ナイチン街レトロ
- マユリカとおねだりフルーツジッパー
- 集まれ!キャラクター麻雀
- 探偵!ナイトスクープ（朝日放送テレビ制作）[注 11]
- CLUB紳助（朝日放送テレビ制作）

ほか多数

#### 単発特別番組
- 芸能人格付けチェック（朝日放送テレビ制作）
- ミドル3
- 内村プロデュース（レギュラー放送は2005年秋で終了したが、その後も単発で数回放送）
- 史上最強のメガヒットカラオケBEST100 完璧に歌って1000万円!!※HD
- 関根・優香の笑うシリーズ（年3回）
- よゐこの無人島0円生活（年1回、2006年 - 2018年）※HD[注 12]
  - いきなり!黄金伝説。（上記のスピンオフ元）
- トリハダ（秘）スクープ映像100科ジテン
- お笑い!!ゆく年くる年（毎年12月31日夜 - 1月1日未明、2004年より年またぎ番組）
- ゴン中山&ザキヤマのキリトルTV
- たけスポ
- ビートたけしの禁断の大暴露!!超常現象(秘)Xファイル
- 世界がザワついた（秘）映像 ビートたけしの知らないニュース
- ビートたけしのいかがなもの会
- わが家の友だち10チャンネル（改名記念番組）
- 全国ちびっこ特ダネ合戦（改名記念番組）
- 大爆笑!テレビ30年夢のオールスター大集合 (生) スペシャル（開局30周年記念番組）
- 27時間チャレンジテレビ（1996年&1997年）
- あいつ今何してる?
- 志村&鶴瓶のアブない交遊録
- 志村&所の戦うお正月（朝日放送テレビと共同制作）
- 爆笑問題&日本国民のセンセイ教えて下さい!（朝日放送テレビと共同制作、毎年春・秋2回で3時間放送）
- 世界の子供がSOS!THE★仕事人バンク マチャアキJAPAN（朝日放送テレビ制作）
- ハナタレナックスEX（2015年 - 2019年、北海道テレビ制作）
- バナナドライ部

※ Category:テレビ朝日の特別番組も参照。

### クイズ
- クイズプレゼンバラエティー Qさま!!（月 21:00 - 21:54）
- くりぃむクイズ ミラクル9（水 20:00 - 20:54）

単発
- ザ・タイムショック（レギュラー時代は『タイムショック21』）（改編期特別番組）
  - クイズタイムショック

終了した番組
- ピラミッドクイズ
- 私は名探偵
- 飛び出せ!ハッスルクイズ
- クイズおもしろ料理館
- 家族対抗オリンピッククイズ
- クイズ庭付き一戸建て
- 人生クイズ 冠婚葬祭
- 象印クイズ ヒントでピント
- 象印ニュースクイズ パンドラタイムス
- 100万円クイズハンター
- クイズ!!マガジン`80 - `83
- 何かとワイド面白地球
- クイズ!!データマッチ
- クイズ!メモリアン
- クイズおもしろTV
- クイズ!その時どうした!!
- クイズ!純粋男女交遊

- クイズ!いち2の三枝
- あっぱれ外人 DONピシャリ!!
- 超次元タイムボンバー
- クイズ!バーチャQ
- とれんでぃ9
- クイズMONOものがたり
- 世界とんでも!?ヒストリー
- クイズ21! ジャックをねらえ
- なんでもランキング バトランQ
- 燃えろ!アトランタ王
- クイズ!渡る世間は金ばかり?!
- 決定!これが日本のベスト100全国一斉○○テスト
- ザ・クイズマン!
- すくいず!
- 勉強してきましたクイズ ガリベン
- テスト・ザ・ネイション 全国一斉IQテスト
- マチガイだらけのダメな街 クイズみっけタウン!

- 番組対抗Qイズ謎語
（関東ローカル。広報局制作。1992年）

朝日放送テレビ制作
- 霊感ヤマカン第六感
（1975年3月までTBS[注 1]系列で放送）
- 世界一周双六ゲーム
- 三枝の国盗りゲーム
- クロスワードクイズ・Theエイリアン
- ヒラメキ大作戦
- 三角ゲーム・ピタゴラス
- クイズ地球の歩き方
- メロディアタック
- ABOBAゲーム
- クイズなんでも一番館
- クイズ仕事人→クイズバトルロイヤル待ったあり!
- クイズ!紳助くん
（※一時期だけ、早朝3時台に遅れネットで放送していた）
- 世界痛快伝説!!運命のダダダダーン!
  - 世界痛快伝説!!運命のダダダダーン!Z
- パネルクイズ アタック25（現在はBSJapanextで、『パネルクイズ アタック25 next』として放送）

NET時代
- お昼のクイズ・バッチリ当てよう!（NET・CTV・SUN・KBSが持ち回り制作）
- ゴールデンクイズにっぽん
- クイズアクション
- ゲーム・テレパシー
- まんが海賊クイズ
- クイズ大作戦
- あつまれ!クイズショー
- クイズ・チェック!NOW
- 秘密の扉
- スターチャレンジ!!

毎日放送制作
- 私はナンバーワン
- アップダウンクイズ（1975年4月以降はTBS[注 1]系列で放送）
- ランデブークイズ・ペアでハッスル
- 東リクイズ・イエス・ノー
- ダイビングクイズ
- がっちり買いまショウ（1975年4月以降はTBS[注 1]系列で放送）

### 音楽
- musicる TV（火 1:26 - 1:56）
- フリースタイル日本統一（水 1:26 - 1:56）
  - フリースタイルティーチャー(前身)
  - フリースタイルダンジョン(前々身)
- Break Out（木 1:26 - 1:56）
- ミュージックステーション（金 21:00 - 21:54）
  - ミュージックステーションウルトラFES（毎年9月）
  - ミュージックステーションスーパーライブ（毎年12月）
  - ミュージックステーションウルトラスーパーライブ（同上）
- 題名のない音楽会（土 10:00 - 10:30、出光興産提供）
- EIGHT-JAM（日 23:15 - 翌0:10）
  - 関ジャム 完全燃SHOW(前身)

終了した番組
- 象印スターものまね大合戦
- にっぽんの歌
- ベスト30歌謡曲
- 関口宏のオォ!笑歌
- 歌謡ハラハラサンデー
- 全日本選抜ちびっこものまね歌合戦!
- 話題独占!全国歌謡ネットワーク
- 歌謡ワイド速報!!
- オリジナルコンサート
- 象印ヒット作戦 1!2!3!
- 玉置宏のあぁ!歌謡曲
- 歌謡とんでる'78
- ザ・リクエストショー
- 笑アップ歌謡大作戦
- 歌謡ドッキリ大放送
- 歌謡びんびんハウス
- まいど!音楽ラスベガス
- 夢のビッグスタジオ
- 木曜ヒットショー
- 歌のグランドショー
- アイドルパンチ
- ベストヒットUSA ※HD - BS朝日にて継続
- そーっと歌ってみよう→わがまま気ままベストワン!!
- ザ・ベストヒット'83
- オンタマ
- Do-Up歌謡テレビ
- (生だ!)さんまのヒットマッチ
- 華麗にAh!so
- HITS
- music-enta
- VIDEO JAM
- ENKA TV
- 想い出音楽館
- 音楽ニュースHO
- Mの黙示録
- NO.
- KING ステーション
- アイドルお宝くじ
- 今夜、誕生!音楽チャンプ
- 歌カツ! 〜歌うま中高生応援プロジェクト〜
- キヨヅカライザー 〜音楽考察バラエティ〜

朝日放送テレビ制作
- シャボン玉プレゼント
（1975年3月までTBS[注 1]系列で放送）
- MTV:Music Television（1980年代中期、深夜）
- 紳助のMTVクラブ（同上）
- CLUB紳助（同上）
- 金之玉手箱（1990年代、深夜）
- ヤング歌謡大賞・新人グランプリ（特番）
- さんま&槇原敬之の「世界に一つだけの歌」（2008年3月16日特番）

NET時代
- 象印歌のタイトルマッチ
- キャロン歌の三冠王
- 美空ひばりショー ひばりはひばり
- かえうた大合戦
- あなたが選ぶスター紅白歌合戦
- ヤングポップスエキサイト
- 歌のグランドヒットショー
- 歌のビッグステージ
- ヒットで勝負!!
- スター・オン・ステージ あなたならOK!（ナベプロ制作）
- ヤングヒット歌謡曲
- あなたをスターに!
- せんみつのJOYJOYスタジオ
- ざ・ウタバン本番中!!
- チビらサンデー
- 全日本歌謡音楽祭
- 日本歌謡大賞（1974-1993、放送音楽プロデューサー連盟主催、各局持ち回り）
- オールスター春の東西対抗歌合戦!!（改名記念番組）
- 帰ってきた昭和の名曲（単発）
- あの曲この人 ※HD
（BSアナログハイビジョン実用化試験放送として放送されていた。現在はCS放送のテレ朝チャンネル1で放送されている。）

#### 音楽関連項目
- テレビ朝日ミュージック

### スペシャル番組枠
現在
- スペシャルサンデー（日 11:00 - 11:45、16:30 - 17:25）
- サンデープレゼント（日 13:55 - 15:20）

過去のスペシャル枠
- ザ・スーパーサンデー→ザ・ゴールデンタイム→サンデーパワーTV
- サンデーデラックス（朝日放送テレビと交互に制作）※HD
- '83サマースペシャル
- 月曜スペシャル90
- 火曜スーパーワイド
- 水曜スペシャルシリーズ
- ファミリースペシャル
- ドスペ!
- ドスペ2
- サタスペ!
- 土曜プライム
- スペシャルサタデー
- 日曜エンターテインメント
- 日曜プライム
- 50時間テレビ（開局50周年記念番組、2009年1月30日 - 2月8日） ※HD（『タモリ倶楽部スペシャル』を除く）
- 火曜プライム（朝日放送テレビと交互に制作）

## ドラマ
これまで放送された作品の一部はテレ朝チャンネル1でも放送している。
- 誘拐の日（火21:00 - 21:54）
- 大追跡〜警視庁SSBC強行犯係〜（水21:00 - 21:54）
- しあわせな結婚（木曜ドラマ、木21:00 - 21:54）
- 奪い愛、真夏（金曜ナイトドラマ、金23:15 - 翌0:15） 静岡朝日テレビ・朝日放送テレビは遅れネット
- リベンジ・スパイ（オシドラサタデー、土23:00 - 23:30)
- こんばんは、朝山家です。（朝日放送テレビ制作、日22:15 - 23:09）

### テレビドラマ枠
- ネオドラマ
- 帯ドラマ劇場
- テレビ朝日月曜7時30分枠の連続ドラマ
- テレビ朝日月曜8時枠の連続ドラマ
- ゴールデンワイド劇場
- 月曜ドラマ・イン
- テレビ朝日月曜9時枠の連続ドラマ
- 月曜ワイド劇場
- 月曜ドラマ9
- ポーラ名作劇場
- テレビ朝日火曜8時枠の連続ドラマ
- 火曜ドラマリーグ
- 朝日放送制作火曜9時枠の連続ドラマ
- テレビ朝日水曜8時枠の連続ドラマ
- テレビ朝日水曜22時枠刑事ドラマ
- テレビ朝日木曜8時枠の連続ドラマ
- 木曜ミステリー
- ナショナルゴールデン劇場
- テレビ朝日木曜10時枠の連続ドラマ
- テレビ朝日金曜7時30分枠の連続ドラマ
- テレビ朝日金曜8時枠の連続ドラマ
- 朝日放送・テレビ朝日金曜9時枠の連続ドラマ
- テレビ朝日土曜7時30分枠の連続ドラマ
- テレビ朝日土曜8時枠の連続ドラマ
- サタデードラマ
- 土曜ワイド劇場
- ウイークエンドドラマ
- 土曜ミッドナイトドラマ
- 360°ドラマ
- 土曜ナイトドラマ
- テレビ朝日日曜朝9時30分枠の連続ドラマ
- 日曜ワイド
- テレビ朝日日曜8時連続ドラマ
- 日曜ナイトドラマ
- 日曜ナイトプレミア
- 傑作推理劇場

NET時代
- 女シリーズ
- ライオン女性劇場
- テレビスター劇場
- 大丸名作劇場
- 毎日放送・NET金曜9時枠の連続ドラマ
- ミステリーベスト21
- 怪奇ロマン劇場
- セイコーホームシアター"S"
- 日本映画名作ドラマ
- 明星女性劇場
- 今井正アワー
- NET日曜ドラマ

### 一般ドラマ
- 西部警察シリーズ
- 家政婦は見た!（「土曜ワイド劇場」の人気シリーズ。「木曜ドラマ」枠でも放送された）
- 白い巨塔
- トリック（「金曜ナイトドラマ」枠と「木曜ドラマ」枠で放送）
- 特命係長 只野仁（「金曜ナイトドラマ」枠と「木曜ドラマ」枠で放送）
- ハガネの女（「金曜ナイトドラマ」枠と「木曜ドラマ」枠で放送）
- スカイハイ
- 君の手がささやいている
- 弟 ※HD
- アストロ球団
- 胸キュン刑事
- やるっきゃないモン!
- 笑ゥせぇるすまん
- 南くんの恋人（1994年…月曜ドラマ・イン枠、2004年…木曜ドラマ枠）
- 東京大学物語
- イタズラなKiss
- 研修医なな子
- ガラスの仮面
- 月下の棋士
- 時効警察
- 豆腐プロレス
- サヨナラ、えなりくん
- 家政夫のミタゾノ
- 未解決の女 警視庁文書捜査官
- ニュードキュメンタリードラマ昭和 松本清張事件にせまる（一部朝日放送テレビ制作）

東映制作枠
- 臨場 ※HD
- PS -羅生門- ※HD
- 刑事部屋
- ゴンゾウ 伝説の刑事 ※HD
- 特捜最前線
- 爆走!ドーベルマン刑事
- 警視庁殺人課
- はぐれ刑事純情派
- さすらい刑事旅情編
- 風の刑事・東京発!
- はみだし刑事情熱系
- 京都迷宮案内→新・京都迷宮案内 ※HD
- おみやさん※HD
- その男、副署長 ※HD
- 異議あり!女弁護士大岡法江
- 大都会25時
- ベイシティ刑事
- 遺留捜査
- 京都地検の女
- 刑事110キロ ※HD
- 科捜研の女 ※HD
- 警視庁捜査一課9係 ※HD
  - 特捜9
- 刑事7人 ※HD
- 警視庁・捜査一課長

木曜ドラマ (21時台)
- フジ三太郎（朝日放送テレビと共同制作）
- 味いちもんめ
- 流れ板七人
- つぐみへ…〜小さな命を忘れない〜
- R-17
- 氷点2001
- 逮捕しちゃうぞ
- 動物のお医者さん
- 菊次郎とさき
- エースをねらえ!
- 電池が切れるまで
- アタックNo.1
- 下北サンデーズ※HD
- だめんず・うぉ〜か〜※HD
- 交渉人〜THE NEGOTIATOR〜
- 緊急取調室
- BG〜身辺警護人〜

NET時代
- おトラさん （KRテレビから移行）
- 特別機動捜査隊
- ゼロ戦黒雲隊
- 白い巨塔
- ぼんち
- 空手三四郎
- くらやみ五段
- アタック拳
- ある勇気の記録→挑戦者 続・ある勇気の記録（TBS[注 1]系列のRCCと共同制作。放送当時はHOME未開局）
- 非情のライセンス
- 氷点
- 嵐のなかでさよなら
- 判決
- だいこんの花
- フルーツポンチ3対3→レモンスカッシュ4対4
- 女・その愛のシリーズ
- ザ・ボディガード
- 華麗なる一族（毎日放送制作）
- 敬礼!さわやかさん
- バケタン家族
- 水道完備ガス見込

### 時代劇
終了した時代劇枠
- テレビ朝日日曜夜8時枠時代劇
- 月曜時代劇
- テレビ朝日火曜時代劇
- テレビ朝日水曜夜9時枠時代劇
- テレビ朝日木曜時代劇
- テレビ朝日土曜時代劇

終了した番組
- 遠山の金さん（杉良太郎）
- 破れ奉行
- 人形佐七捕物帳（松方弘樹）
- 達磨大助事件帳
- 江戸の鷹 御用部屋犯科帖
- 暴れん坊将軍シリーズ
- 浮浪雲(渡哲也)
- 若さま侍捕物帳
- 破れ新九郎
- 風鈴捕物帳
- 伝七捕物帳
- 半七捕物帳（7代目尾上菊五郎）
- 赤穂浪士
- 江戸の牙
- 長七郎天下ご免!
- 鬼平犯科帳 (萬屋錦之介)
- 若き日の北條早雲
- 柳生あばれ旅
  - 柳生十兵衛あばれ旅
- 文吾捕物帳
- 遠山の金さん (高橋英樹)
- 源九郎旅日記 葵の暴れん坊
- 若大将天下ご免!
- 三匹が斬る!
- 名奉行 遠山の金さん
- ご存知!旗本退屈男
- 将軍家光忍び旅
- 四匹の用心棒
- 殿さま風来坊隠れ旅
- はぐれ医者・お命預かります!
- 将軍の隠密!影十八
- 大江戸弁護人走る!
- 快刀!夢一座七変化
- 司馬遼太郎の功名が辻
- 藤沢周平の用心棒日月抄
- 新・御宿かわせみ
  - 御宿かわせみ
- 影武者徳川家康
- びんぼう同心御用帳
- 新選組血風録(渡哲也)
- 痛快!三匹のご隠居
- 八丁堀の七人
- 熱血!周作がゆく
- 十手人
- 子連れ狼(北大路欣也)
- 天罰屋くれない 闇の始末帖
- 銭形平次 (村上弘明)
- 忠臣蔵(松平健)※HD
- 名奉行! 大岡越前（北大路欣也） - 月曜時代劇 - テレビ朝日火曜時代劇
- 世直し順庵!人情剣 - 月曜時代劇
- 新・桃太郎侍
- 太閤記〜天下を獲った男・秀吉
- 遠山の金さん(松平健)
- 八州廻り桑山十兵衛〜捕物控ぶらり旅
- 素浪人 月影兵庫(松方弘樹)
- 信長のシェフ
- だましゑ歌麿

NET時代
- 風小僧
- 白馬童子
- 笛吹童子
- 新諸国物語 紅孔雀
- 風雲黒潮丸
- 徳川家康
- 忍びの者
- 六人の隠密
- 柳生武芸帳
- 新選組血風録(栗塚旭)
- 素浪人 月影兵庫(近衛十四郎)
- われら九人の戦鬼
- 俺は用心棒
- 北斗の人
- おせん捕物帳
- 野次馬がいく
- 待っていた用心棒
- 帰って来た用心棒
- 旅がらすくれないお仙
- 素浪人 花山大吉
- 緋剣流れ星お蘭
- 天を斬る
- 鬼平犯科帳(初代松本白鸚)
- 燃えよ剣
- 丹下左膳
- 遠山の金さん捕物帳(中村梅之助)
- 紅つばめお雪
- 宮本武蔵(高橋幸治)
- 人形佐七捕物帳(林与一)
- 大忠臣蔵
- さむらい飛脚
- 半七捕物帳(平幹二朗)
- 軍兵衛目安箱
- 荒野の素浪人
- さすらいの狼
- 世なおし奉行
- 地獄の辰捕物控
- 荒野の用心棒
- 素浪人 天下太平
- 新書太閤記
- 旗本退屈男
- いただき勘兵衛 旅を行く
- ご存知遠山の金さん(市川段四郎)
- 右門捕物帖 - 改名後の1989年にもリメイク版が放送された。
- 次郎長三国志(鶴田浩二)
- ご存じ金さん捕物帳(橋幸夫)
- 破れ傘刀舟悪人狩り
- 鬼平犯科帳 (丹波哲郎)
- 賞金稼ぎ
- マチャアキの森の石松
- 徳川三国志
- 人魚亭異聞 無法街の素浪人
- 五街道まっしぐら!
- 駆けろ!八百八町

毎日放送制作（腸捻転解消前）
- 勝海舟
- 富士に立つ影
- 怪談
- 狼・無頼控
- 幡随院長兵衛お待ちなせえ

朝日放送テレビ制作
- 必殺シリーズ（1975年3月まではTBS[注 1] 系列で放送）[FBC]

### 海外ドラマ
- 特攻野郎Aチーム
- ナイトライダー
- X-FILE
- シカゴ・ホープ
- イヴのすべて（韓国MBC制作。「金曜ナイトドラマ」枠で放送）

NET時代
- ローハイド
- ララミー牧場

### 子供向け
- あばれはっちゃくシリーズ
- レッドビッキーズシリーズ（『それゆけ!…』の第53話から朝日放送テレビ制作）
- 燃えろアタック
- 花よめは16歳
- けっぱれ!大ちゃん
- 生徒諸君!
- ハウスこども劇場

## 特撮
- 仮面ライダーガヴ（仮面ライダーシリーズ、日9:00 - 9:30）
- 爆上戦隊ブンブンジャー（スーパー戦隊シリーズ、日9:30 - 10:00）

（以下、放送終了したシリーズ、作品）
- ロボットコメディー（がんばれ!!ロボコン、燃えろ!!ロボコン、ロボット110番、ビーロボカブタック、テツワン探偵ロボタック）
- メタルヒーローシリーズ
  - 宇宙刑事シリーズ（宇宙刑事ギャバン、宇宙刑事シャリバン、宇宙刑事シャイダー）
  - レスキューポリスシリーズ（特警ウインスペクター、特救指令ソルブレイン、特捜エクシードラフト）
- 5年3組魔法組
- 冒険ファミリー ここは惑星0番地
- 透明ドリちゃん
- 宇宙からのメッセージ・銀河大戦
- 千年王国III銃士ヴァニーナイツ（ケイエスエス、レイアップ）
- 時空警察ヴェッカーD-02
- Sh15uya
- KAMEN RIDER DRAGON KNIGHT

海外作品
- パワーレンジャー（1stシリーズ）（スーパー戦隊の海外版。サバン・エンターテイメントと東映とによる合作）※テレ朝チャンネル1で再放送中

NET時代
- 東映制作
  - 七色仮面
  - アラーの使者
  - ナショナルキッド
  - 少年ケニヤ
  - スパイキャッチャーJ3
  - 忍者ハットリくん (実写版)→忍者ハットリくん+忍者怪獣ジッポウ
  - 悪魔くん
  - ジャイアントロボ - 中京広域圏では、メ〜テレ開局後ながらCBC（TBS系）で放送された。
  - 河童の三平 妖怪大作戦
  - 正義のシンボル コンドールマン
  - アクマイザー3
  - 超神ビビューン
  - ザ・カゲスター
  - 人造人間キカイダー→キカイダー01
  - イナズマン→イナズマンF
  - 昭和仮面ライダーシリーズ第1期（毎日放送）[注 13]
    - 仮面ライダー
    - 仮面ライダーV3
    - 仮面ライダーX
    - 仮面ライダーアマゾン

  - 変身忍者 嵐（毎日放送）
- その他
  - 愛の戦士レインボーマン（東宝）
  - 緊急指令10-4・10-10（円谷プロ）
  - ジャンボーグA（円谷プロ、毎日放送）
  - ダイヤモンド・アイ（東宝）
  - 電撃!! ストラダ5（萬年社、日活）
  - 恐竜探険隊ボーンフリー（円谷プロ）
  - プロレスの星 アステカイザー（円谷プロ）

### 特撮関連項目
- 八手三郎
- スーパーヒーロータイム

## 映画
- 火曜映画劇場
- 木曜映画劇場
- 洋画特別席
- 土曜映画劇場
- 日曜洋画劇場

### 映画関連項目
- 淀川長治 - 「日曜洋画劇場」で解説を担当した。「サイナラ」の名調子が有名。

## アニメ
現在放送中
- クレヨンしんちゃん（土 16:30 - 17:00）
- ドラえもん（土 17:00 - 17:30）
- 地獄先生ぬ〜べ〜（IMAnimation W、水 23:45 - 翌0:15）
- フェルマーの料理（IMAnimation、土 23:30 - 0:00）
- 雨と君と（NUMAnimation、日 1:30 - 2:00）
- 週刊ラノベアニメ（朝日放送テレビ制作・ANiMAZiNG!!!、日 2:00 - 2:30）
- キミとアイドルプリキュア♪（朝日放送テレビ・東映アニメーション制作、プリキュアシリーズ、日 8:30 - 9:00）

### 放送作品一覧

#### アニメ枠
- テレビ朝日系列夕方6時50分枠の帯アニメ
- テレビ朝日系列月曜夜7時台枠のアニメ
- テレビ朝日系列火曜夜7時台枠のアニメ
- テレビ朝日系列水曜夜7時台枠のアニメ
- テレビ朝日系列木曜夜7時台枠のアニメ
- テレビ朝日系列金曜夕方5時台枠のアニメ
- テレビ朝日系列金曜夜7時台枠のアニメ
- テレビ朝日土曜朝11時台枠のアニメ
- テレビ朝日系列土曜夕方6時台枠のアニメ
- テレビ朝日系列土曜夜7時台枠のアニメ
- テレビ朝日系列土曜夜8時台枠のアニメ
- テレビ朝日系列日曜朝6時30分枠のアニメ
- テレビ朝日系列日曜夕方6時台枠のアニメ
- テレビ朝日系列日曜夜7時枠のアニメ
- ニチアサキッズタイム
- アニメDEおめざめ枠 - アニメの再放送枠
- テレビ朝日の深夜アニメ枠
- NUMAnimation

### アニメ関連項目
- 藤子不二雄のアニメ作品
- シンエイ動画
- 東映アニメーション
- アニメA - BS朝日のアニメ枠